# Zober
Zober (znanstveno ime Bison bonasus) ali evropski bizon je bil prvotno razširjen v gozdovih Evrazije in severne Afrike, poleg ameriškega bizona je ena od dveh še živečih vrst bizonov. Ima masivno, do 3,5 m dolgo telo, zraste pa do 2 m v plečih in tehta do 1000 kg. Kožuh ima temno rjav, sprednji del telesa ima dolgo dlako, zadnji pa nekaj krajšo. Glavo ima široko in trikotno brado. Samci in samice imajo pa tudi kratke, ukrivljene roge. Živi v čredah, aktiven pa je podnevi in ponoči.
V začetku 20. stoletja so ga skoraj povsem iztrebili. Iz osebkov v živalskih vrtovih so vzgojili nove črede, tako da jih je danes okoli 1000, nekaj so jih spustili nazaj v divjino. Poleg vzgoje novih čred zobrov pa so na Poljskem vzgojili še žubrona, medvrstnega križanca med zobrom in domačim govedom.
Z zobrom je povezana tudi tradicionalna poljska vodka Żubrówka, ki jo izdelujejo v mestu Białystok na vzhodu Poljske. Vodki je namreč dodana bizonova trava (Hierochloe odorata), ki raste v bližnjem narodnem parku Beloveška pušča, katerega simbol so zobri.

## Podvrste
Znane so tri podvrste: 
- Kavkaški zober (Bison bonasus caucasicus) – bil je manjši in lažji. Dokončno so ga iztrebili leta 1927.
- Karpatski zober (Bison bonasus hungarorum) – o tej podvrsti ni veliko znanega. Mogoče je tudi, da to sploh ni veljavna podvrsta, saj jo je Kretzoi opisal na podlagi zelo omejenih dokazov.
- Nižinski zober (Bison bonasus bonasus) je od leta 1921 preživel le v živalskih vrtovih. Iz 56 živali so načrtno vzgojili nove črede. Zober in ameriški bizon sta ozko sorodni vrsti, ki izvirata iz izumrle vrste Bison sivalensis (fosilni ostanki v severni Indiji). Pred ledenimi dobami so po kopenskih povezavah naselili Severno Ameriko in se razvili v današnje bizone.